# 小行星3093
小行星3093（3093 Bergholz）是一颗绕太阳运转的小行星，为主小行星带小行星。该小行星于1971年6月28日发现。
該小行星以蘇聯詩人奧爾加·貝爾霍爾茨命名。

## 轨道参数
小行星3093的轨道半长轴为2.6777562 UA，离心率为0.205。